# Erzsébet Kocsis
Erzsébet Kocsis is een voormalige handbalspeelster uit Hongarije. Ze is op dit moment technisch directeur bij de Hongaarse ploeg Dunaújvárosi NKS. In 1995 werd ze tot beste handbalspeelster van de wereld verkozen.
In totaal speelde ze 125 interlands voor Hongarije, wat haar dan ook een zilveren medaille op de Olympische Spelen van 1996 in Atlanta op leverde met haar team. Ook wist ze op Wereldkampioenschap in 1995, dat plaatsvond in Oostenrijk en Hongarije, de derde plaats te veroveren.
Op clubniveau won ze alle drie de grote continentale competities. In 1995 won ze de EHF Cup Winners’ Cup, drie jaar later de EHF Cup en in 1999 de EHF Champions League. Ze stopte met spelen in 2009, maar omdat haar voormalige club Dunaújvárosi op het punt stond te degraderen, begon ze voor een korte periode terug met spelen.
Ze is getrouwd met voormalig handbalspeler Árpád Sári en haar dochter Barbara Sári is ook een professioneel handbalspeelster.

## Erelijst

### Club
- Nemzeti Bajnokság I: 1998, 1999
- Magyar Kupa: 1998, 1999
- EHF Champions League: 1999
- EHF Cup: 1998
- EHF Cup Winners' Cup: 1995
- EHF Champions Trophy: 1ste 1999, 3de 1998, 4de 1995

### Internationaal
- Olympische Spelen Atlanta 1996: Bronzen medaille
- Wereldkampioenschap Oostenrijk en Hongarije: Zilveren medaille

## Individuele prijzen
- Meeste doelpunten in de Nemzeti Bajnokság I: 1993
- Hongaars handballer van het jaar: 1992, 1994
- IHF World Player of the Year: 1994

 Svetlana Kitić (1988) ·
 Kim Hyun-mee (1989) ·
 Jasna Kolar-Merdan (1990) ·
 Mia Hermansson-Högdahl (1994) ·
 Erzsébet Kocsis (1995) ·
 Lim O-kyeong (1996) ·
 Anja Andersen (1997) ·
 Trine Haltvik (1998) ·
 Ausra Fridrikas (1999) ·
 Bojana Radulović (2000) ·
 Cecilie Leganger (2001) ·
 Zhai Chao (2002) ·
 Bojana Radulović (2003) ·
 Anita Kulcsár (2004) ·
 Anita Görbicz (2005) ·
 Nadine Krause (2006) ·
 Gro Hammerseng (2007) ·
 Linn-Kristin Riegelhuth (2008) ·
 Allison Pineau (2009) ·
 Cristina Neagu (2010) ·
 Heidi Løke (2011) ·
 Alexandra do Nascimento (2012) ·
 Andrea Lekić (2013) ·
 Eduarda Amorim (2014) ·
 Cristina Neagu (2015) ·
 Cristina Neagu (2016) ·
 Cristina Neagu (2018) ·
 Stine Bredal Oftedal (2019) ·
 Sandra Toft (2021)
· 1964 Mária Tóth · 1965 Anna Rothermel · 1966 Erzsébet Bognár · 1967 Ágnes Végh · 1968 Mária Holub · 1970 Ágnes Babos · 1971 Márta Giba · 1972 Ágnes Babos · 1973 Ágota Bujdosó · 1974 Amália Sterbinszky · 1975 Ágota Bujdosó · 1976 Amália Sterbinszky · 1977 Amália Sterbinszky · 1978 Mária Vanya · 1979 Marianna Nagy · 1980 Marianna Nagy · 1981 Marianna Nagy · 1982 Marianna Nagy · 1983 Anna György · 1984 Zsuzsa Nyári · 1985 Marianna Nagy · 1986 Marianna Racz · 1987 Katalin Szilágyi · 1988 Csilla Elekes · 1989 Beatrix Kökény · 1990 Györgyi Hang · 1991 Beatrix Kökény · 1992 Erzsébet Kocsis · 1993 Éva Erdős · 1994 Erzsébet Kocsis · 1995 Beatrix Kökény · 1996 Eszter Mátéfi · 1997 Beatrix Balogh · 1998 Beáta Siti · 1999 Beáta Siti · 2000 Bojana Radulović · 2001 Ágnes Farkas · 2002 Ágnes Farkas · 2003 Katalin Pálinger · 2004 Katalin Pálinger · 2005 Anita Görbicz · 2006 Anita Görbicz · 2007 Anita Görbicz · 2008 Orsolya Vérten · 2009 Orsolya Vérten · 2010 Katalin Pálinger · 2011 Zita Szucsánszki · 2012 Zsuzsanna Tomori · 2013 Anita Görbicz · 2014 Anita Görbicz · 2015 Zita Szucsánszki · 2016 Zita Szucsánszki · 2017 Anita Görbicz · 2018 Anikó Kovacsics · 2019 Nadine Schatzl · 2020 Blanka Bíró · 2021 Gréta Márton